# Phaeochlaena solilucis
Phaeochlaena solilucis är en fjärilsart som beskrevs av Butler 1878. Phaeochlaena solilucis ingår i släktet Phaeochlaena och familjen tandspinnare. Inga underarter finns listade i Catalogue of Life.